# Challenger Banque Nationale de Granby 2016
Das Challenger Banque Nationale de Granby 2016 war ein Tennisturnier der ITF Women’s Circuit 2016 für Damen und ein Tennisturnier der ATP Challenger Tour 2016 für Herren in Granby (Québec) und fanden zeitgleich vom 30. Juli bis 8. August 2016 statt.